# تپه قلاع لو
تپه قلاع لو مربوط به دوران‌های تاریخی پس از اسلام است و در شهرستان زرندیه، بخش خرقان، روستای بره موم واقع شده و این اثر در تاریخ ۲۵ اسفند ۱۳۸۰ با شمارهٔ ثبت ۵۶۲۳ به‌عنوان یکی از آثار ملی ایران به ثبت رسیده است.